# Коргунов, Олег Николаевич
Олег Николаевич Коргуно́в (род. 5 апреля 1957 года) — российский региональный государственный и политический деятель, Глава администрации Балашовского объединенного муниципального образования (1997—1999). Депутат Государственной думы третьего (1999—2003), пятого созывов (2007—2009). Председатель Саратовского Регионального совета сторонников партии «Единая Россия». Директор Саратовского Регионального Филиала ОАО «Россельхозбанк» (2009—2015).

## Биография
Родился 5 апреля 1957 года в Сухуми. Обучался в профессионально-техническом училище Пятигорска. Как отличник учёбы был отправлен в Саратовский индустриально-педагогический техникум имени Ю. А. Гагарина. После учёбы работал в системе жилищно-коммунального хозяйства Саратова. С 1998 года возглавлял жилищно-коммунальную службу Волжского района Саратова. В 1992 году окончил Саратовский экономический институт по специальности «Планирование народного хозяйства». Защитил по этой теме кандидатскую диссертацию.
В 1996 году занимал пост вице-мэра Саратова. В 1997 году — министр топлива и энергетики Правительства Саратовской области. В октябре 1997 года получил назначение на должность главы администрации Балашовского объединённого муниципального образования.
В 2004—2007 годах — Первый Заместитель председателя Центрального комитета Народной партии Российской Федерации

## Образование
- Саратовский индустриально-педагогический техникум им. Ю. А. Гагарина.
- Саратовский экономический институт по специальности «планирование народного хозяйства», 1992
- Оренбургский государственный аграрный университет, 1999.
- Российская академия государственной службы при Президенте РФ.
- кандидат сельскохозяйственных наук.

## Карьера
- 1979 год — система ЖКХ мастером домоуправления.
- 1988 год — Руководитель службы ЖКХ Волжского района Саратова.
- 1990 год — Заместитель главы районной администрации.
- 1996 год — Первый заместитель мэра Саратова.
- 1997 год — Министр топлива и энергетики Саратовской области, и позже — глава администрации Балашовского района Саратовской области.
- 1999 год — депутат Государственной Думы.
- 2003 год — баллотировался по списку Народной партии. Затем занял пост советника главы администрации Мордовии.
- 2007 год — депутат Государственной Думы РФ от фракции «Единая Россия».
- С 13 мая 2009 года — Директор Саратовского регионального филиала ОАО «Россельхозбанк». Приказ о приеме подписан Председателем Правления банка Юрием Владимировичем Трушиным.

## Уголовное дело
12 сентября 2017 года в Москве сотрудниками ФСБ был задержан в аэропорту, в связи с возможной причастностью к совершению экономических преступлений (речь якобы шла о «многомиллионных хищениях»). Ему инкриминировали часть 2 статьи 201 УК РФ (злоупотребление должностными полномочиями в коммерческой организации, повлекшее тяжкие последствия). Решением суда по ходатайству следствия ему была избрана мера пресечения в виде домашнего ареста, которую позже заменили под подписку о невыезде.
20 ноября 2019 года, управление ФСБ по Саратовской области прекратило уголовное дело в отношении бывшего директора саратовского филиала Россельхозбанка Олега Коргунова из-за отсутствия состава преступления.

## Награды и звания
- заслуженный работник ЖКХ Российской Федерации — за 20-летний добросовестный труд в сфере ЖКХ.